# Rangsbyfjärden
Rangsbyfjärden är en innerfjärd i byn Rangsby i Närpes i Österbotten. Vid fjärden finns Fagerö folkpark med småbåtshamn. 
I en profil av folkparkens badstrand av Västkustens miljöenhet 2023 beskrivs fjärden som långgrund med tydliga spår av landhöjningen i form av igenslamning och igenväxning av små och grunda vikar. Havsbotten är långsamt sluttande och blir djupare i det yttre havsområdet.